# Carl Chun
Carl Friedrich Chun (ur. 1 października 1852 w Höchst am Main, zm. 11 kwietnia 1914 w Lipsku) – niemiecki zoolog, oceanobiolog. Zajmował się głównie płaszczoobrosłymi i żebropławami.

## Życiorys
Urodził się w Höchst am Main (obecnie dzielnica Frankfurtu nad Menem) jako syn Gustava Chuna i jego żony z domu Ulrich. Studiował na Uniwersytecie w Getyndze i Uniwersytecie w Lipsku. Pod wpływem nauczyciela Rudolfa Leuckarta zdecydował się zajmować zoologią. W 1878 habilitował się na Uniwersytecie w Lipsku. W 1883 został powołany na katedrę Uniwersytetu Albertyna w Królewcu, a w 1891 na katedrę zoologii i jednocześnie stanowisko dyrektora Muzeum Przyrodniczego Uniwersytetu we Wrocławiu. W 1898 został następcą Leuckarta na katedrze macierzystej uczelni. W roku 1907/08 był rektorem tego uniwersytetu. W 1911 otrzymał tytuł doktora honoris causa medycyny od Uniwersytetu w Oslo.
Był pomysłodawcą i dowódcą ekspedycji mającej na celu badanie głębin morskich koła podbiegunowego. Ekspedycja wyruszyła 1 sierpnia 1898 roku. Wyprawa „Valdivia” dotarła do Wyspy Bouveta (Bouvetøya), Wysp Kerguelena i innych wysp w tym rejonie, po czym powróciła do Hamburga 30 kwietnia 1899 roku.
Chun był specjalistą od głowonogów i planktonu. Opisał m.in. głowonogi Vampyroteuthis infernalis, Bathothauma lyromma, Mastigoteuthis flammea i Mastigoteuthis glaukopsis, żebropławy Bolinopsis vitrea, Thoe paradoxa, Charistephane fugiens. Na jego cześć nazwano rodzaj Chunianna i gatunki Bathyctena chuni oraz Gigantura chuni.
W 1884 ożenił się z Lily Vogt (1860-1940), córką Karla Vogta (1817-1895). Mieli dwie córki, Anny, zamężną za Ottonem zur Strassenem (1869–1961), i Lily (1887–1954), zamężną za Ernstem Pringsheimem (1881–1970).

## Wybrane prace

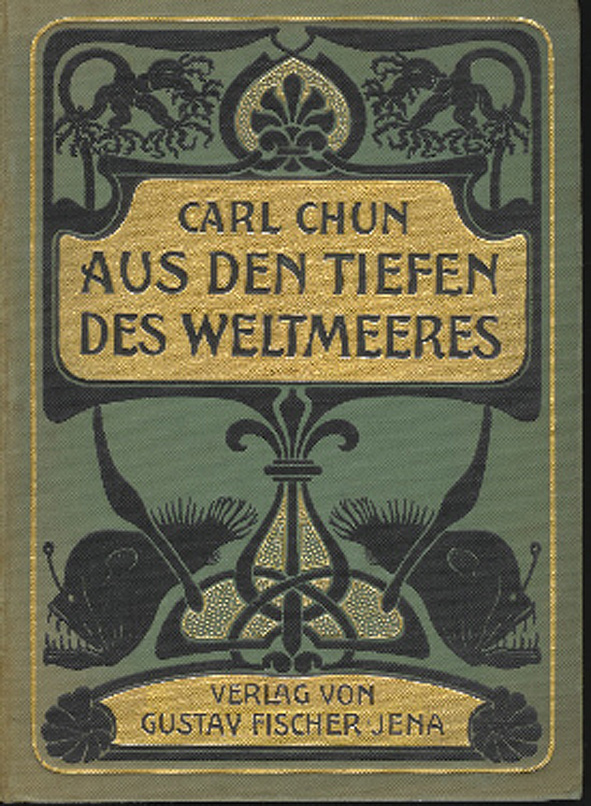
Okładka 1. wydania Aus den Tiefen des Weltmeeres (1900)

- Die Ctenophoren des Golfes von Neapel und der angrenzenden Meeres-Abschnitte: eine Monographie. Fauna und Flora des Golfes von Neapel und der angrenzenden Meeres-Abschnitte hrsg. von der Zoologischen Station zu Neapel 1 (18), s. 1–313, Stazione Zoologica Napoli, Leipzig: Engelmann, 1880
- Katechismus der Mikroskopie. Webers illustrierte Katechismen. 138 S., Leipzig: S.Weber, 1885
- Die pelagische Thierwelt in grösseren Meerestiefen und ihre Beziehungen zu der Oberflächenfauna. Bibliotheca Zoologica 1 (1): 66 S., Cassel: Fischer, 1887
- Die canarischen Siphonophoren in monographischen Darstellungen (1891)
- Die Beziehungen zwischen dem arktischen und antarktischen Plankton. Stuttgart: Nägele, 1897. 64 ss.
- Aus den Tiefen des Weltmeeres. 1. Auflage. Jena: Fischer, 1900 549 ss.
- Aus den Tiefen des Weltmeeres. 2. Auflage. Jena: Fischer, 1903 592 ss.
- Die Cephalopoden T. 1: Oegopsida. Wissenschaftliche Ergebnisse der deutschen Tiefseeexpedition auf dem Dampfer Valdivia 1898–1899, 18(1), Jena: Fischer, 1910 Text Atlas
- Die Cephalopoden T. 2: Myopsida, Octopoda. Wissenschaftliche Ergebnisse der deutschen Tiefseeexpedition auf dem Dampfer Valdivia 1898–1899, 18(2), Jena: Fischer, 1910
- Allgemeine Biologie. Leipzig: Teubner, 1915